# Associazione Calcio Rapallo 1940-1941
Questa voce raccoglie le informazioni riguardanti l'Associazione Calcio Rapallo nelle competizioni ufficiali della stagione 1940-1941.

## Rosa
| N. |                   | Ruolo | Calciatore         |
| -- | ----------------- | ----- | ------------------ |
|    | Italia (bandiera) | C     | Fiore Cò           |
|    | Italia (bandiera) | A     | Mario Cucco        |
|    | Italia (bandiera) |       | Giacomo Della Casa |
|    | Italia (bandiera) | C     | Attilio Delucchi   |
|    | Italia (bandiera) | D     | Attilio Fassiolo   |
|    | Italia (bandiera) | A     | Umberto Gianello   |
|    | Italia (bandiera) | C     | Rodolfo Landini    |
|    | Italia (bandiera) | D     | Ermanno Montanari  |

| N. |                   | Ruolo | Calciatore       |
| -- | ----------------- | ----- | ---------------- |
|    | Italia (bandiera) | C     | Mario Merello    |
|    | Italia (bandiera) | P     | Bernardo Moretti |
|    | Italia (bandiera) | D     | Mario Olivari    |
|    | Italia (bandiera) | D     | Camillo Ratto    |
|    | Italia (bandiera) | C     | Mario Repetto    |
|    | Italia (bandiera) | A     | Mario Strati     |
|    | Italia (bandiera) | A     | Claudio Zino     |
|    | Italia (bandiera) | C     | Aldo Zucchero    |